# Willy Planckaert
Pour les articles homonymes, voir Planckaert.
Willy Planckaert, né le 5 avril 1944 à Nevele est un coureur cycliste belge. C'est le frère aîné de Walter et Eddy. 
Il devient professionnel en 1965 et le reste jusqu'en 1988. Il remporte 79 victoires professionnelles.

## Palmarès

### Palmarès amateur
- Amateur
  - 1962-1964 : 96 victoires
- 1963
  - 3e et 5eb étapes des Six Jours de Suède
- 1964
  -  Champion de Belgique sur route militaire
  -  Champion des Forces aériennes belges
  - 3e étape du Tour du Loir-et-Cher
  -  Médaillé d'argent du championnat du monde sur route amateurs
  - 2e de la Sterfinale Aartselaar

### Palmarès professionnel
- 1965
  - Bruxelles-Charleroi-Bruxelles
  - 1re étape de Paris-Luxembourg
- 1966
  - 2eb étape du Tour de Luxembourg
  - Tour de France :
    -  Classement par points
    - 4e et 8e étapes

  - 2e de Paris-Bruxelles
  - 3e du Grand Prix de Francfort
  - 3e du Tour de Luxembourg
  - 4e de Paris-Roubaix
  - 5e du Tour des Flandres
  - 5e de Liège-Bastogne-Liège
  - 10e du Super Prestige Pernod
- 1967
  - Hoeilaart-Diest-Hoeilaart
  - Grand Prix Pino Cerami
  - Circuit du Brabant occidental
  - 5e, 10e et 22eb étapes du Tour d'Italie
  - 5eb étape du Tour de France (contre-la-montre par équipes)
  - 2e du Grand Prix de Francfort
  - 6e de Paris-Roubaix 
  - 8e de Milan-San Remo
- 1968
  - 2e de la Puivelde Koerse
  - 2e du Grand Prix Pino Cerami
  - 3e de la Flèche enghiennoise
  - 7e du Grand Prix de Francfort
- 1969
  - Circuit de Flandre centrale
  - 1re étape du Tour de l'Oise
  - 2e du Tour de l'Oise
  - 2e du Tour du Morbihan
- 1970
  - Circuit de Flandre centrale
  - 3eb étape du Tour de Luxembourg
  - 3e Circuit du Houtland-Torhout
- 1971
  - 3e du championnat des Flandres
  - 3e du Grand Prix de la Banque
- 1972
  - 3e de Kuurne-Bruxelles-Kuurne
  - 3e de la Nokere Koerse
  - 3e du Tour de Flandre Orientale
  - 3e du Grand Prix de l'Escaut
  - 5e de l'Amstel Gold Race
  - 10e du Tour des Flandres
- 1973
  - 3e étape des Quatre Jours de Dunkerque
  - Circuit Escaut-Durme
  - Circuit de Belgique centrale
  - 1re étape du Tour de Luxembourg
  - 4e étape du Tour du Nord
  - Circuit de Niel
  - 2e du Tour de Luxembourg
  - 2e du Grand Prix de la Banque
  - 3e du championnat de Belgique sur route
- 1974
  - Circuit du Houtland
  - Circuit des bords flamands de l'Escaut
  - 5e étape du Tour de Pologne
  - 2e du Circuit des monts du sud-ouest
  - 2e du Grand Prix de la Banque
- 1975
  - Circuit de la côte Ouest
- 1976
  - À travers la Belgique
  - Grand Prix de Momignies
  - 5eb étape des Quatre Jours de Dunkerque
  - 1rea étape du Critérium du Dauphiné libéré
  - 2e du championnat des Flandres
  - 3e du Grand Prix de la Banque
- 1977
  - Étoile de Bessèges :
    - Classement général
    - 2e, 3e et 4e étapes

  - Le Trèfle à Quatre Feuilles
  - 2e étape des Quatre Jours de Dunkerque
  - Tour de Flandre-Occidentale
  - Flèche halloise
  - Grand Prix Marcel Kint
  - 10e du Tour des Flandres
- 1978
  - 4e du Championnat de Zurich
  - 8e du Grand Prix de Francfort
- 1983
  - 2e du Circuit de la région linière

### Résultats sur les grands tours

#### Tour de France
3 participations
- 1966 : 40e, vainqueur du  classement par points et des 4e et 8e étapes
- 1967 : hors délai (8e étape), vainqueur de la 5eb étape (contre-la-montre par équipes)
- 1969 : hors délai (6e étape)

#### Tour d'Italie
2 participations
- 1967 : 41e, vainqueur des 5e, 10e et 22eb étapes
- 1968 : abandon (19e étape)

#### Tour d'Espagne
3 participations
- 1971 : non-partant (3e étape)
- 1972 : abandon (17eb étape)
- 1975 : hors délais (6e étape)